# Racek středomořský
Racek středomořský (Larus michahellis) je jedním z druhů „velkých bělohlavých racků“, patřících do okruhu racka stříbřitého (Larus argentatus), se kterým byl v minulosti spojován. Podobně jako u dalších velkých racků mají dospělí jedinci šedá záda, šedá křídla s černými špičkami letek a žlutý zobák s červenou skvrnou na dolní čelisti. Nohy dospělých ptáků jsou jasně žluté. Mladí jedinci jsou převážně hnědí s tmavě skvrnitými zády. Hnízdí převážně v oblasti Středozemního moře, dále v přilehlých částech Atlantského oceánu a Černého moře.

## Popis

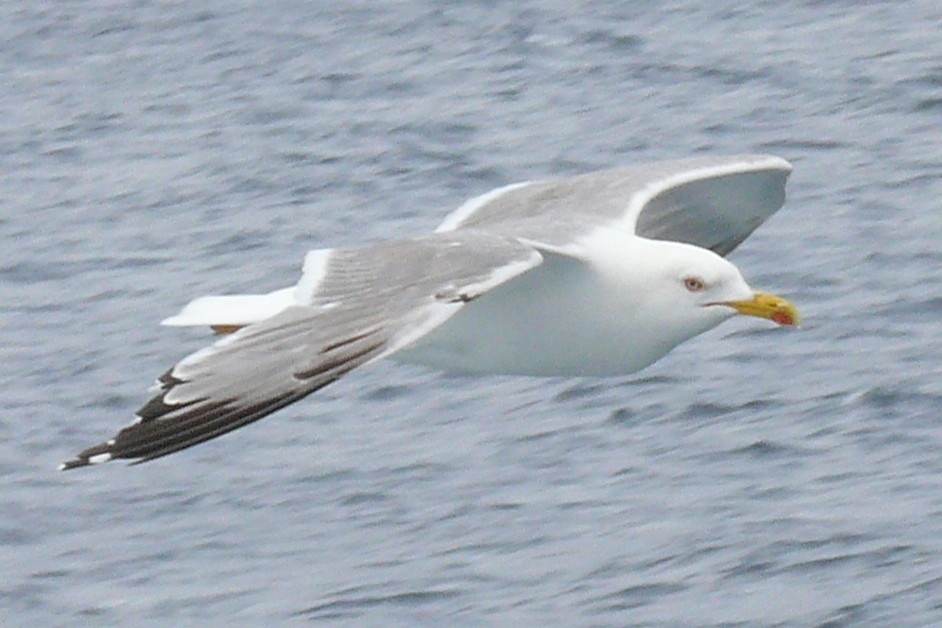
Pták v šatě 3. roku

Podobně jako další velké druhy racků pelichá racek středomořský dvakrát do roka – před zimou probíhá pelichání částečné, na konci hnízdění pak pelichání úplné. S postupem věku jsou tak rozlišitelné čtyři typy šatu – juvenilní/1. roku, šat 2. roku, šat 3. roku a šat adultní. Ve všech šatech se racek středomořský podobá příbuzným druhům, určování v terénu vyžaduje dobré podmínky pozorování a zaznamenání kombinace více znaků. Obecně je racek středomořský mohutný racek se štíhlou zadní částí těla, často výrazně hranatou hlavou a mohutným hákovitým zobákem. Nohy jsou delší než u racka stříbřitého, složená křídla zasahují dále za ocas.

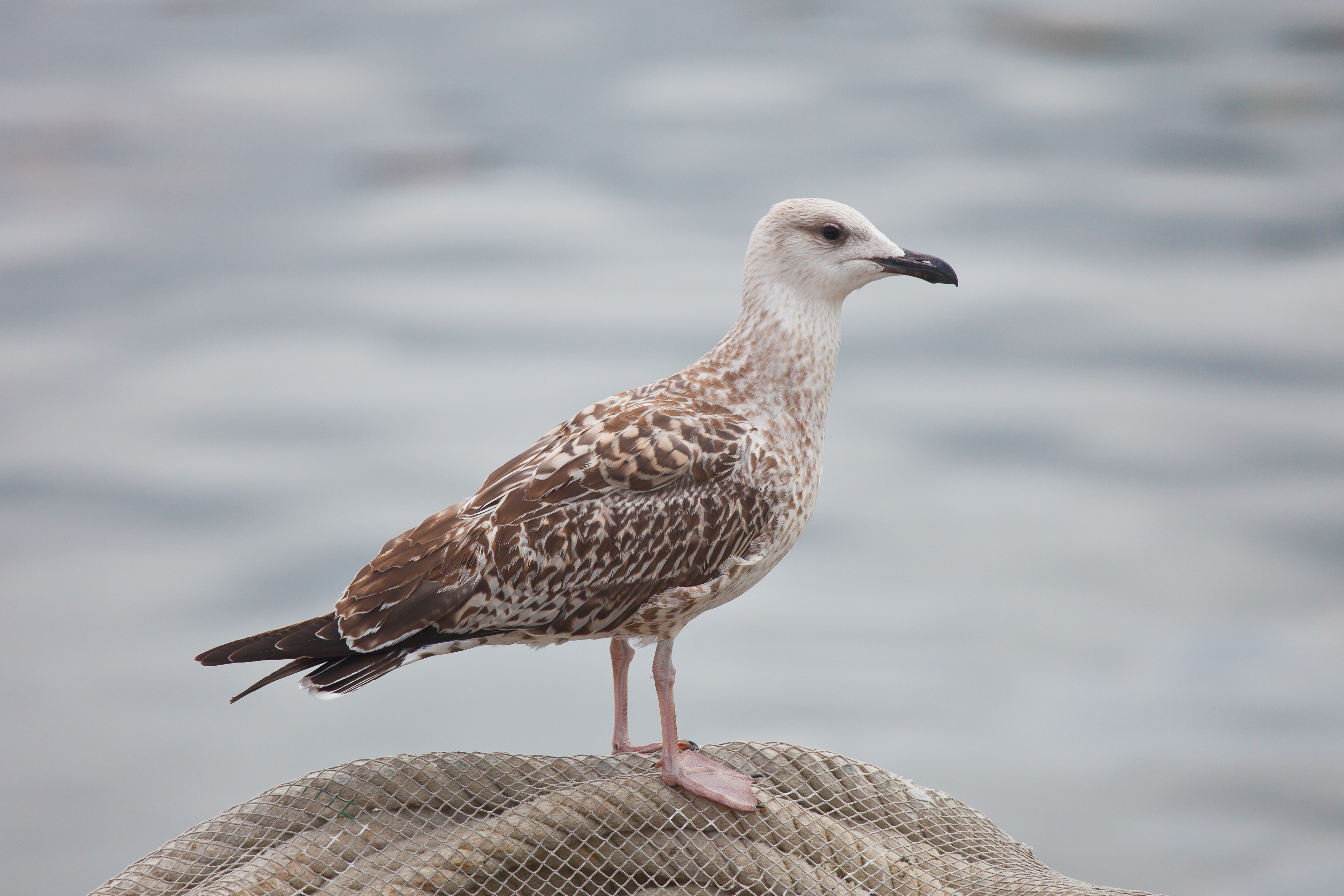
Juvenilní racek středomořský

V šatu juvenilním a prvního roku je hlava a spodina bělavá, hřbet a křídla hnědá se světlou kresbou jednotlivých per. Od příbuzných druhů se liší tmavou maskou kolem oka, kontrastně skvrnitou spodinou křídel, kresbou velkých loketních letek a tmavými vnitřními ručními letkami. Ocasní páska kontrastuje s bílým kořenem ocasu a na konci je bíle lemovaná. Zobák je černý, duhovka tmavá.
V šatu druhého roku je hřbet šedý, křídla stále s hnědými pery, hlava a spodina jsou čistě bílé. Oko začíná být světlé, kolem oka a na bocích může stále zůstávat patrné skvrnění. Zobák je světlejší, s tmavou špičkou.
V šatu třetího roku už ptáci připomínají dospělé, jen rozsah černé kresby na křídlech je větší a často mají zachovány zbytky tmavé ocasní pásky. Na krajní ruční letce se může objevit malá bílá skvrna u špičky.
Dospělí ptáci mají bílou hlavu, tělo a ocas, šedý hřbet a šedá křídla s černou kresbou ručních letek. Tato kresba je na krajní letce nejrozsáhlejší a směrem dovnitř se zmenšuje; na rozdíl od racka stříbřitého zasahuje obvykle na šest letek. Ve srovnání s rackem bělohlavým zasahuje černé zbarvení na letkách blíže ke kořenům per, černá kresba je tak rozsáhlejší. U špičky krajní letky je bílá skvrna různého rozsahu, u populací z Jaderského moře je častější celá bílá špička. Zobák je oranžový, s červenou skvrnou na dolní čelisti (zasahuje i na horní čelist). Duhovka je světlá, nohy žlutavě zabarvené. V zimě se může objevit skvrnění v okolí oka a tmavá kresba na zobáku.

## Hlas
Volání zní jako „aau-kja-kja-jak“, při vyrušení „gag-ag-ag“, varování opakované „kiou“. Hlas je podobný racku žlutonohému, hlubší a chraptivější než u racka stříbřitého. Volání se skládá z 14–25 slabik (oproti 8–14 slabikám u racka stříbřitého).

## Taxonomie
V minulosti byl racek středomořský společně s rackem bělohlavým (Larus cachinnans) považován za pouhý poddruh racka stříbřitého (Larus argentatus). Novější výzkumy nejprve ukázaly, že jde o dva samostatné druhy a středomořská populace byla považována za poddruh racka bělohlavého (jako Larus cachinnans michahellis). Další výzkumy ukázaly, že i tyto dvě populace jsou nezávislými druhy.

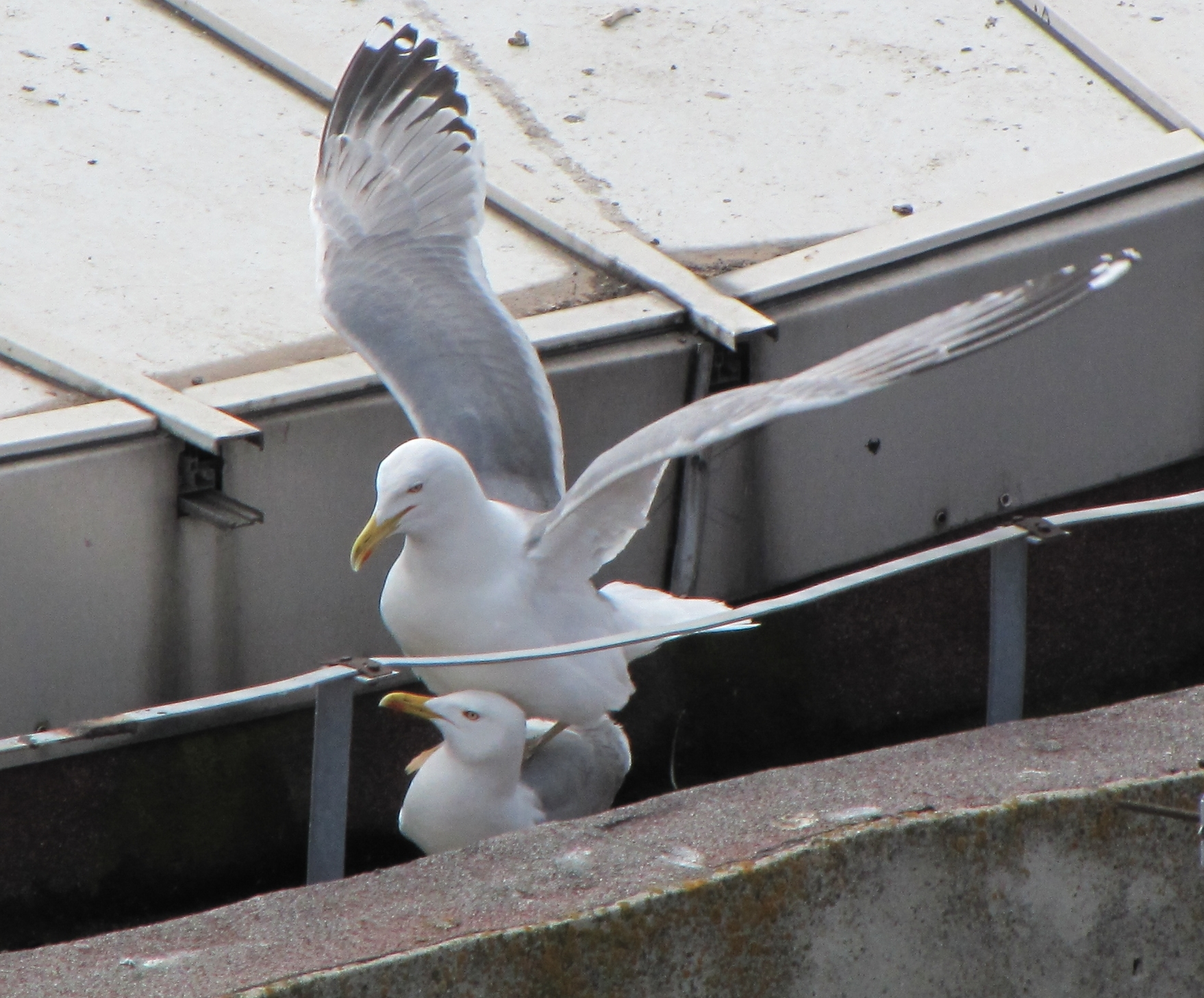
Ptáci v rumunské Constance

Studie v Turecku dále ukázaly, že přes občasné křížení existuje jen omezený genetický tok mezi rackem středomořským a východními populacemi, které byly odděleny jako samostatný druh, racek arménský (Larus armenicus). Následující studie jižních žlutonohých populací ukázala, že jde o zcela samostatné, geneticky izolované skupiny. Jedním centrem původu jsou atlantské ostrovy, odkud racci dvakrát kolonizovali oblast Středozemního moře. První kolonizací vznikl racek arménský, jehož DNA je výrazně starší; při druhé kolonizaci pak vznikl dnešní racek středomořský. Oproti tomu východní populace velkých žlutonohých racků pocházejí z aralsko-kaspického centra, kde se v dávné době vyvinul dnešní racek bělohlavý. V dobách meziledových došlo k jeho rozšíření na sever, kde vytvořil izolované formy heuglini/taimyrensis a při zpětné kolonizaci původního areálu pak formu barabensis. Tyto středoasijské formy nejsou s rackem středomořským přímo příbuzné.
Atlantské a středomořské populace jsou si geneticky velmi podobné, není tedy důvod rozlišovat je jako samostatné druhy. Pozornost si zaslouží populace, hnízdící na pobřeží Portugalska a severního Španělska, někdy rozlišovaná jako ssp. cantabricus. 

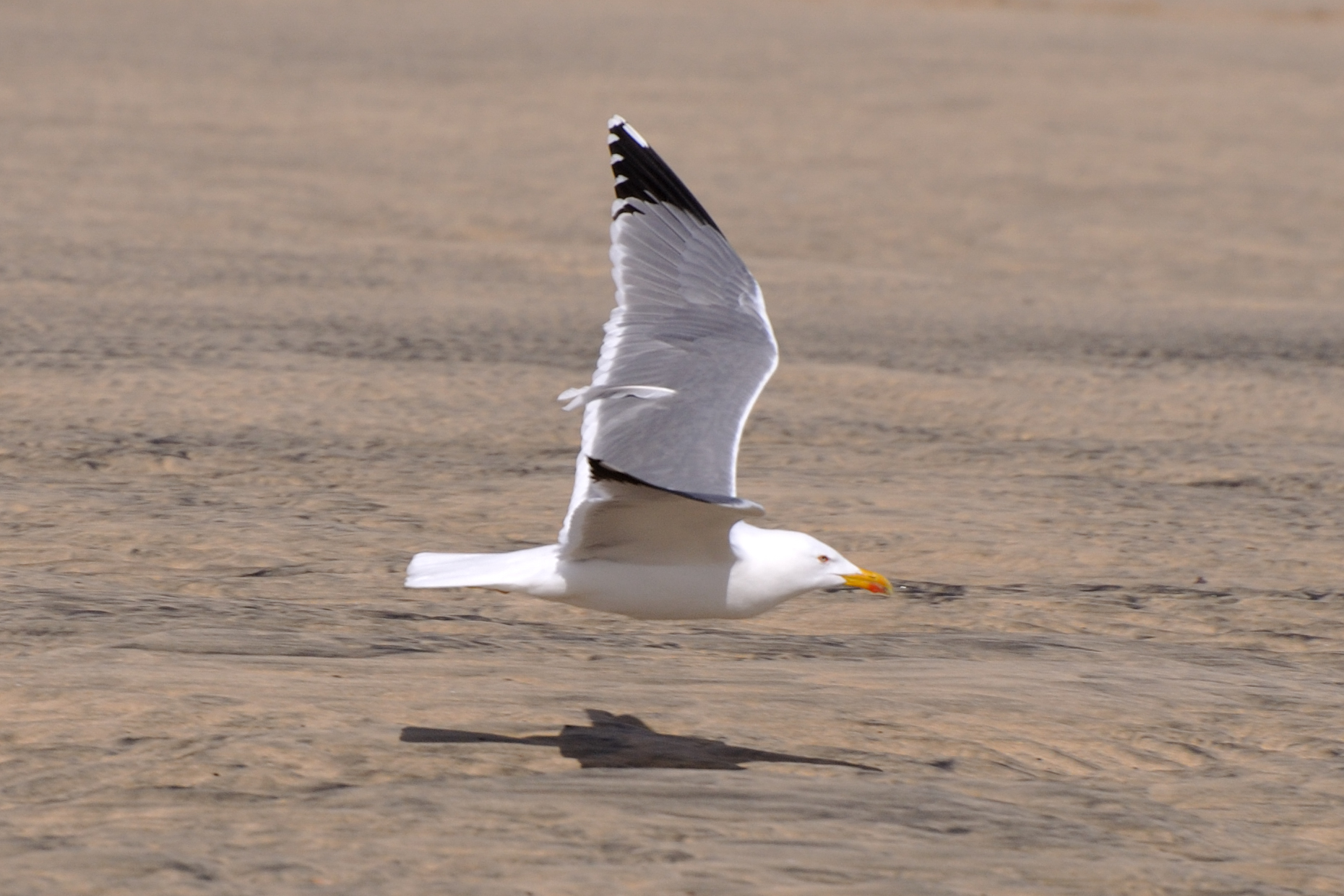
Pták ssp. atlantis z Kanárských ostrovů

Mimo genetických analýz bylo dalším poznatkem, podporujícím samostatnost obou (pod)druhů, nalezení kontaktní zóny na pobřeží Černého moře v roce 1996. Severně od rumunské Constancy byly zjištěny dvě populace, lišící se zbarvením, vzhledem i způsobem hnízdění. Racci středomořští zde hnízdí na střechách (již více než 100 let), zatímco racci bělohlaví v pobřežních lagunách. Přes dlouhodobý vzájemný kontakt zůstaly oba druhy izolované a nekříží se.
V současné době jsou obvykle rozlišovány dva poddruhy:
- L. m. michahellis – hnízdí ve Středomoří, na pobřeží Černého moře severně po Rumunsko a ve střední Evropě po cca 52° s. š.; pravděpodobně hnízdí také na severním pobřeží Turecka
- L. m. atlantis – hnízdí na ostrovech v Atlantiku (Azory, Madeira a Kanárské ostrovy); pravděpodobně hnízdí také na atlantském pobřeží Pyrenejského poloostrova a Maroka

## Rozšíření

### Hnízdní rozšíření
Hnízdní areál zahrnuje pobřežní a jezerní oblasti od Francie a Holandska po Balkánský poloostrov a Polsko, mimo to hnízdí na ostrovech v Atlantském oceánu (Azory, Madeira, Kanárské ostrovy), na pobřeží severní Afriky od Mauretánie po Egypt, na východním pobřeží Středozemního moře (Izrael, Libanon) a na jihozápadním pobřeží Černého moře na sever po Rumunsko.

### Expanze po pobřeží Atlantského oceánu
V polovině sedmdesátých let 20. století se začali šířit racci ze středomořského pobřeží Francie a odtud kolonizovali atlantské pobřeží. Koncem 90. let hnízdilo na atlantském pobřeží na sever po Normandii 80 párů; další ptáci hnízdí ve vnitrozemí Francie na sever po Massif Central.
V Británii zahnízdil pták ve smíšeném páru s rackem žlutonohým v roce 1992, první čistý pár byl zaznamenán v roce 1995. Od té doby hnízdí téměř každoročně, v posledních letech v průměru pět párů (většina smíšených), bez náznaků další expanze.
V Belgii bylo hnízdění čistých párů zaznamenáno poprvé v roce 2002, kdy dva páry vyvedly celkem šest mláďat v přístavu Zeebrugge; další dva ptáci zde hnízdili ve smíšených párech s rackem stříbřitým a rackem žlutonohým. Jde o první hnízdění čistých párů na pobřeží Severního moře.
Od roku 1985 hnízdí smíšené páry v Nizozemsku, první čistý pár byl zaznamenán v roce 2011. Oba rodiče byli kroužkovaní – samec pocházel z Itálie, samice ze Švýcarska. Vyvedené mládě bylo 14. července 2012 pozorováno na skládce odpadků v Norfolku (Velká Británie).

### Šíření do vnitrozemí
Podobně jako u kolonizace atlantského pobřeží stála na počátku kolonizace vnitrozemí populace středomořského pobřeží Francie. V polovině sedmdesátých let 20. století se začala šířit na sever podél údolí řeky Rhôny do Švýcarska. V Itálii kolonizovali Gardské jezero.
V roce 1987 zahnízdil poprvé na bavorské straně dolního Innu; v roce 1990 byla nalezena dvě hnízda u Ebensee v Rakousku a v roce 1991 zahnízdil poprvé na rakouské straně Innu. V současné době hnízdí v Rakousku každoročně do 10 párů (mimo oblast Linze také na Bodamském jezeře a v okolí Neziderského jezera). V roce 1984 zahnízdil poprvé na Slovensku.
V Polsku byl racek středomořský poprvé zaznamenán v 80. letech 20. století, původní záznamy o hnízdění nerozlišují tento druh od racka bělohlavého. V současné době hnízdí podle všeho v Polsku 5–10 párů, včetně smíšených párů s rackem bělohlavým a rackem stříbřitým. Samice, hnízdící v roce 2004 se samcem racka bělohlavého u Jankowic byla kroužkována v roce 1997 jako mládě v kolonii v severní Itálii jižně Benátek. V roce 2012 hnízdily v Polsku 4 páry, z toho tři smíšené – všechny na jezeře Mietkowském.

### Mimohnízdní výskyt a šíření
Šíření hnízdního areálu podél pobřeží Atlantského oceánu a do vnitrozemí předcházela expanze nehnízdících ptáků v době pohnízdní potulky.
V Británii (konkrétně v Essexu) začal být racek středomořský pravidelným hostem od začátku 70. let 20. století; v srpnu a září 1973–74 bylo v ústí Temže pozorováno až 12 ex. Ptáci přiletovali začátkem července a zůstávali do poloviny října, jednotliví pak přezimovali. Od poloviny 80. let došlo k nárůstu počtu, v roce 1989 přesáhl 150 ex. a v roce 1991 zde bylo zjištěno více než 400 ex. Vrchol výskytu spadal do přelomu srpna a září. V Kentu byl poprvé pozorován 22. srpna 1974, od roku 1982 začaly počty ptáků výrazně stoupat. Vrchol výskytu byl zjištěn mezi 10. a 29. červencem.
V Belgii se vyskytuje každoročně především koncem léta až několik stovek jedinců. V Rakousku se pravidelně vyskytují stovky ptáků, především na Dunaji a Emži; v oblasti Abwindenu a Astenu se na podzim zdržuje až 700 ptáků.
Do vnitrozemí začali pronikat ptáci v sedmdesátých letech 20. století podél řeky Rhôny nejprve do Švýcarska a pak dále do Rakouska. V devadesátých letech zaletovalo po vyhnízdění na Ženevské jezero ve Švýcarsku až 10 000 ex., až 1 000 ex. bylo pozorováno na Neziderském jezeře a přes 500 ex. na Bodamském jezeře. Řada ptáků zde v současné době přezimuje; např. v letech 1998–2007 zimovalo ve Švýcarsku v průměru 2 710 racků středomořských.
Vzácně zaletuje na pobřeží Skandinávie; ve Švédsku byl do roku 1997 pozorován 12×, od té doby se vyskytuje pravidelně od července do listopadu (max. 40 ex. v roce 2000 v provincii Skane). Podobný charakter má výskyt v Dánsku.
Zatoulaní ptáci byli zaznamenáni v Estonsku, Norsku, Finsku a na Islandu.

### Zálety do Severní Ameriky
Prvním záznamem z území Severní Ameriky je zástřel jedince 16. srpna 1973 na Madeleine Islands v kanadské provincii Quebec. Tento jedinec byl původně považován za křížence mezi rackem americkým (Larus smithsonianus) a rackem žlutonohým (Larus fuscus) poddruhu graellsii, opětovné prošetření dokladu potvrdilo, že jde o racka středomořského, patřícího k ssp. atlantis. Druhým záznamem bylo pozorování dospělého ptáka od 16. ledna do 15. dubna 1985 na Newfoundlandu, třetím byl pravděpodobně se vracející dospělý pták ve státě Washington v zimách 1989/90 až 1992/93. Od té doby je v malých počtech pozorován na východním pobřeží na jih po Floridu a Texas.

## Výskyt v Česku
Racci, kteří se začali objevovat v 80. letech na Ostravsku, patří s největší pravděpodobností k tomuto druhu. V současné době jsou velká hejna až několika tisíc ptáků známa z Ostravska a Břeclavska. Ptáci se objevují od konce června, výskyt vrcholí v srpnu a září, většina se od října vrací zpátky na jih.

### Hnízdění
V ČR pravidelně hnízdí v počtu do 5 párů. První hnízdění bylo zaznamenáno v roce 1990 na Novomlýnských nádržích, hnízdo se dvěma vejci bylo zničeno. Od roku 1996 zde hnízdí pravidelně (1996 – 1 pár, 1997 – asi 2 páry, 1998 – 3 páry, 1999–2000 5–7 párů). Mimo to hnízdil v roce 1998 na Starém jezeře na Třeboňsku, v roce 2002–2003 na rybnících u Hodonína.

## Tah

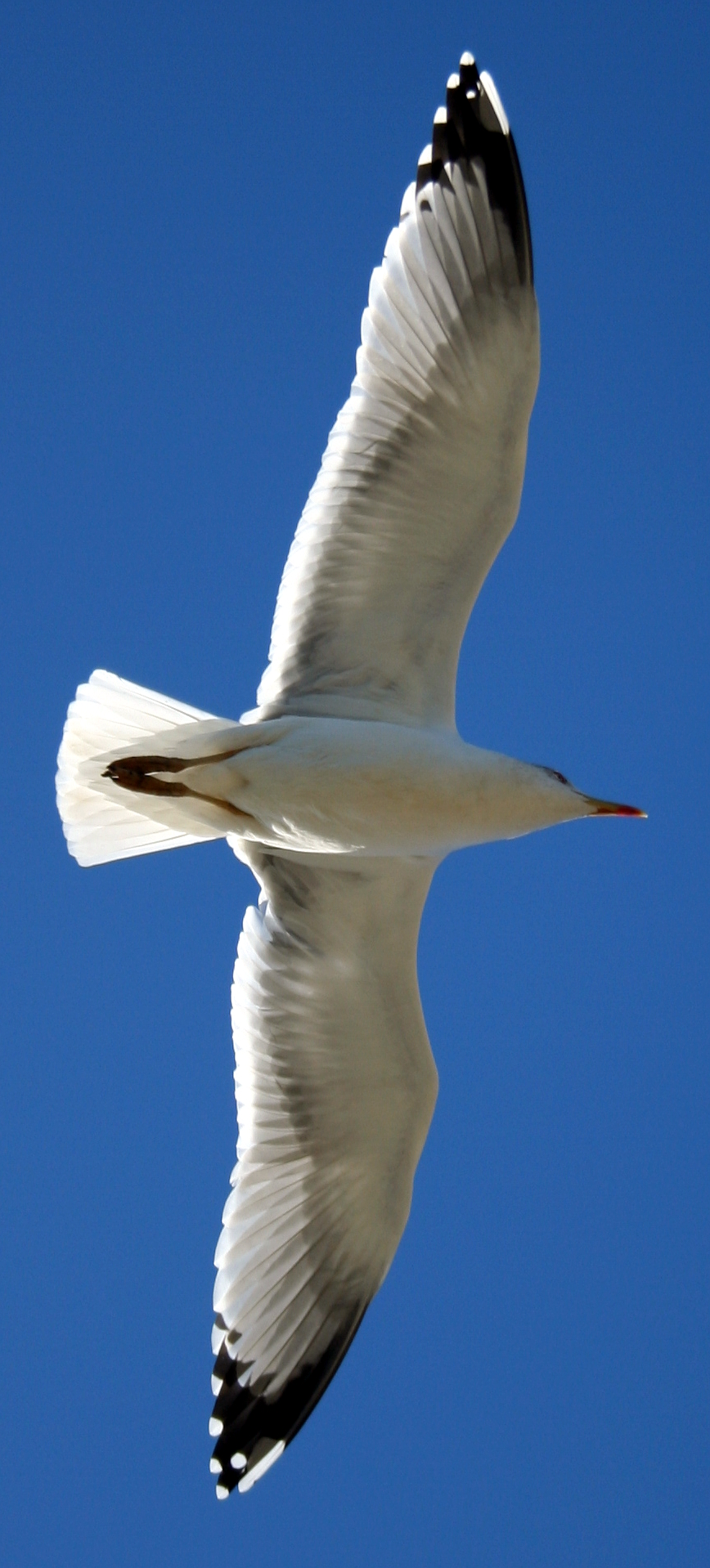
Dospělý racek středomořský v letu

Racek středomořský je stálý až potulný pták. Podle převažujících názorů byly středomořské populace původně stálé, migrace se vyvinula až během expanze areálu ve druhé polovině 20. století. Přelety mladých ptáků na větší vzdálenosti se začaly objevovat až v 70. letech 20. století. V současné době ptáci pravidelně táhnou po vyhnízdění k severu, kde starší ptáci pelichají a po dokončení pelichání se v říjnu vracejí zpět do oblasti hnízdišť.
Ptáci, hnízdící na pobřeží Atlantského oceánu v jihovýchodním Biskajském zálivu (ssp. lusitanicus) jsou převážně stálí, 69% bylo zaznamenáno do 50 km od hnízdních kolonií, nejdelší zaznamenaný tah byl 680 km. Nejvzdálenější nálezy pocházejí z jihozápadního pobřeží Francie (Olonne), východního Španělska (okolí Valencie) a středního Portugalska.
V západním Středomoří byl racek středomořský považován za stálého, protože nebyl pozorován jeho tah přes Gibraltarskou úžinu. Při kroužkování ptáků na Columbretských ostrovech bylo zjištěno, že se mladí ptáci po dosažení vzletnosti posunují na sever podél pobřeží Středozemního moře a po dosažení pobřeží Francie přeletují kontinentem na pobřeží Atlantiku, kde se rozptylují od severního Portugalska po Bretaň. Dospělí ptáci jsou stálí nebo se posunují na sever později v sezóně.
Ptáci, hnízdící na pobřeží Chorvatska, táhnou v létě a na podzim převážně na sever na pobřeží Baltského a Severního moře; největší zaznamenaná vzdálenost byla 1958 km. Mimo okolní státy bylo nejvíce ptáků zaznamenáno v Rakousku a dále v Maďarsku, Německu a Polsku; na severním pobřeží byli chorvatští ptáci zaznamenáni od severovýchodní Francie po Lotyšsko. Mladí ptáci opouštějí kolonie v červenci; v zimě se většina ptáků vrací do oblasti Středomoří, část jednoletých ptáků zůstává na severu i v zimě a během následujícího jara. Starší ptáci se v zimě zdržují do 200 km od hnízdních kolonií. V hnízdní době jsou pozorování ze střední a severní Evropy jen sporadická.
Mladí ptáci severoafrické populace (Alžírsko) využívají podle prvních výsledků kroužkování dvě tahové cesty. Jedinci z východního Alžírska táhnou na sever až severozápad do východního Španělska a poté vnitrozemím do Biskajského zálivu. Ptáci ze západního Alžírska táhnou stejným směrem do Alboránského moře a Cádizského zálivu na jihu Španělska, kde tráví léto. Koncem podzimu a v zimě se vracejí zpět do severní Afriky.

## Početnost
Celková populace je odhadována na 630 až 768 tisíc párů, z toho v Evropě hnízdí 310 až 580 tisíc párů.
Ve Španělsku hnízdilo po roce 2000 celkem asi 100 tisíc párů (z toho 66 tisíc na atlantském pobřeží, 33 566 párů na středomořském pobřeží a 4037–4656 párů na Kanárských ostrovech. Na Azorských ostrovech byla v roce 2004 populace odhadnuta na 4249 párů, což představuje 60% nárůst oproti roku 1984. V Portugalsku hnízdilo v polovině 90. let 22 510 párů, dalších 10 až 30 tisíc párů pak na Gibraltaru.
Na středomořském pobřeží Francie hnízdilo v roce 1920 asi 300 párů, od té doby počty rostly: 1950 – 2 000 párů, 1970 – 9 000 párů, 1983 – 21 700 párů, kolem 1990 – asi 24 000 párů. Na atlantském pobřeží hnízdilo v polovině 90. let 80 párů.
V Itálii hnízdilo v devadesátých letech asi 30 tisíc párů, dalších 4 400 párů hnízdilo na Korsice a 8 750 párů na Sardinii.
V letech 1988–1992 proběhlo sčítání na koloniích v severovýchodním Jaderském moři mezi Istrií a severní Dalmácií, sečteno bylo 12 257 až 14 167 párů.   devadesátých let byly populace na Balkáně odhadovány takto: Chorvatsko – 50 tisíc párů, Řecko – 15 tisíc párů, Bulharsko – 4 274 párů (1992).
Ve vnitrozemí hnízdilo ve Švýcarsku v letech 2007–2011 celkem 794–1029 párů.
Na Blízkém východě existují malé kolonie v Libanonu, 20–25 párů hnízdí v Izraeli. Na pobřeží Afriky hnízdí (údaje z devadesátých let) 10 párů v Mauretánii, 6 325 párů v Maroku, 2 500 párů v Alžírsku, 600–700 párů v Tunisku, několik stovek párů v Libyi; malé kolonie existují také v Egyptě.

## Hnízdění

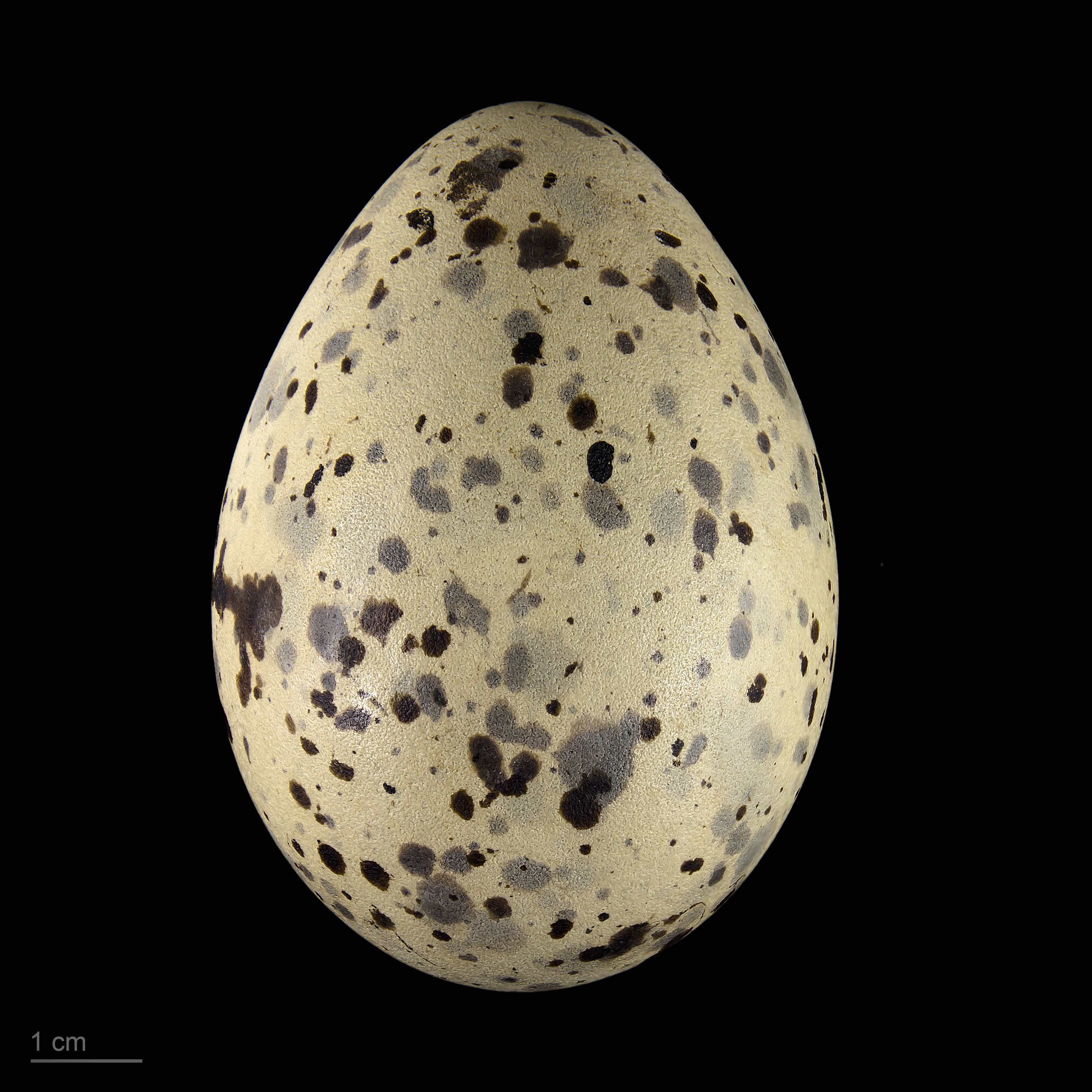
Larus michahellis atlantis

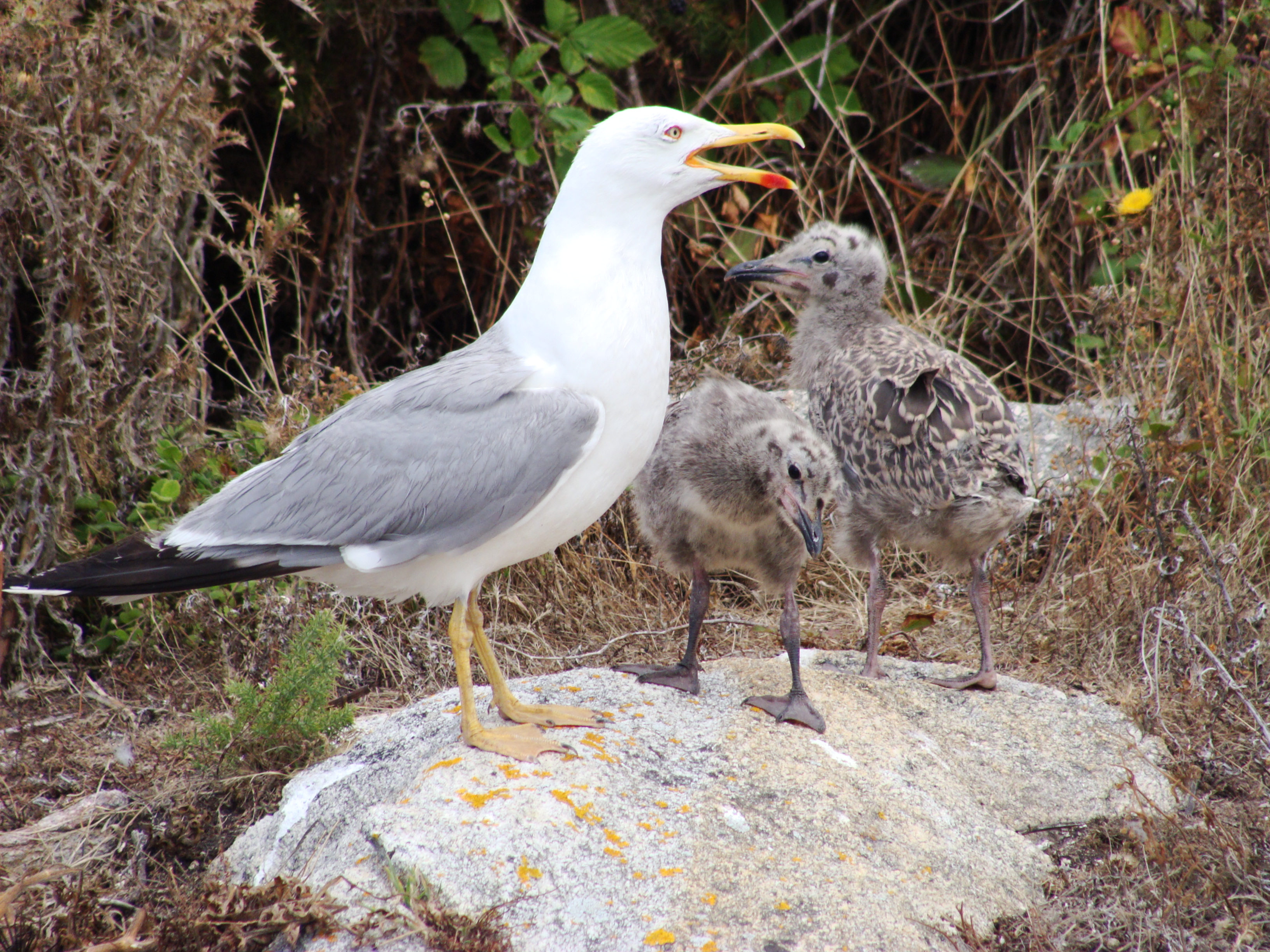
Racek středomořský s mláďaty

Racci středomořští často zakládají hnízdní kolonie na ostrovech, přednost dávají ostrovům nerušeným lidskou činností, větším a vzdálenějším od pobřeží. Ke stavbě hnízd si vybírají vyvýšená místa s hustší vegetací, vzdálenější od břehů ostrova. Jedním z hlavních faktorů k tomuto výběru je podle všeho ochrana před zaplavením hnízda. V jižní Francii hnízdí převážně na velkých vápencových ostrovech u pobřeží; upřednostňují přitom ostrovy v blízkosti preferovaných zdrojů potravy. Velikost kolonie je různá, v největší francouzské kolonii hnízdí až 6 111 párů; velké kolonie jsou podle výzkumů také nejstarší. Rovněž v Maroku hnízdí především na skalnatých ostrovech a strmých útesech, přičemž se vyhýbají rušení člověkem, ale drží se v dostupu k antropickým zdrojům.
Během růstu populace racků středomořských došlo k širšímu využívání hnízdění na budovách přímo ve městech; například v Itálii došlo k širšímu využití tohoto prostředí od konce osmdesátých let 20. století. Ve městě Livorno bylo zaznamenáno obvykle izolované hnízdění (na každé střeše jediný pár), racci se však chovali koloniálně při obraně hnízd. Hnízdění ve městech vede k růstu často nepříznivých interakcí s člověkem.
Asi měsíc před snášením vajec přiletují ptáci na místo hnízdění a začínají tokat. Snůška se skládá ze 2–3 vajec na kterých sedí rodiče 27–31 dnů. Mláďata se líhnou na přelomu dubna a května (Livorno, Itálie), vzletnosti dosahují 35–40 dnů od vylíhnutí a krátce poté se osamostatňují. Hnízdí jednou do roka.

## Potrava

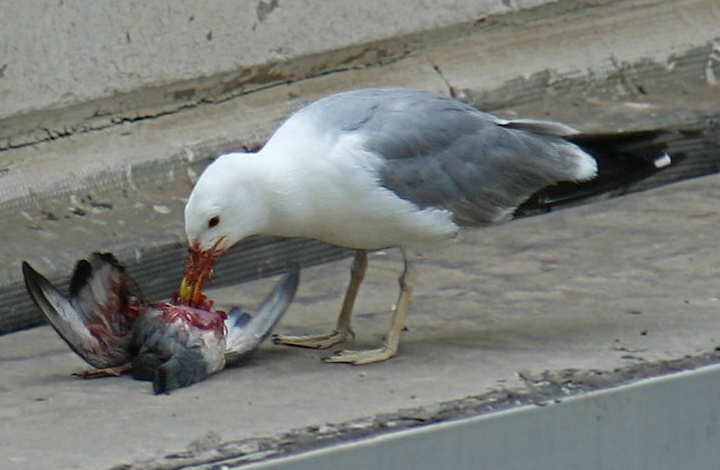
Racek středomořský, požírající holuba

Racci středomořští využívají rozmanité zdroje potravy, svou strategii přizpůsobují momentální potravní nabídce. K potravě patří především ryby, bezobratlí, měkkýši, vejce, drobní obratlovci. Velkou roli v potravě hrají odpadky na skládkách. Studie z oblasti Benátek ukázala, že racci využívají obvykle více zdrojů potravy, jak přírodních, tak antropogenních. Potrava nevyvedených mláďat nebyla závislá na odpadcích. Racci v Biskajském zálivu krmí svá mláďata převážně rybami (60% potravy), druhým důležitým zdrojem jsou odpadky (30%). Dospělí ptáci loví ve větší míře také kraby. Na středomořském pobřeží Španělska tvořili podstatnou část potravy mláďat drobní bezobratlí, ptáci široce využívali také skládky a odpady z rybářského průmyslu.
Racci středomořští mohou být také významnými predátory – na ostrově Selvagem Grande tvořili hlavní část jejich potravy buřňáčci běločelí (Pelagodroma marina), následovaní suchozemskými plži a dalšími druhy buřňáků. Energeticky představovali mořští ptáci 82,5 % potravy místní populace. V západním Středomoří je racek středomořský na některých místech významným predátorem buřňáčka malého (Hydrobates pelagicus), v deltě Ebra ve velké míře vybírá hnízda rybáků obecných. V kolonii u ostrova Malta je rovněž hlavní potravou buřňáček malý, mimo to využívají místní racci jako zdroj potravy ptáky, přeletující na jarním tahu Středozemní moře (kořistí se mimo jiné stává rorýs obecný, slavík obecný, linduška lesní, křepelka polní, bekasina otavní, slípka zelenonohá a další druhy menších ptáků). Je pravděpodobné, že omezení antropických zdrojů v budoucnosti povede ke zvýšené predaci mořských ptáků.
Jednou ze strategií, kterou používají racci středomořští, je kleptoparazitismus – ptáci ve smíšených koloniích napadají jiné druhy, které přinášejí mláďatům potravu a okrádají je o ni. V malé míře byl zaznamenán kleptoparazitismus například vůči rackům Audouinovým v západním Středomoří.